# Edward Osborne Wilson
Edward Osborne Wilson (ur. 10 czerwca 1929 w Birmingham w Alabamie, zm. 26 grudnia 2021 w Burlington) – amerykański biolog i zoolog, znany głównie ze swoich badań nad entomologią, ewolucją oraz socjobiologią.

## Działalność
Jest jednym z twórców współczesnej socjobiologii.
Otrzymał wiele wyróżnień za swoje prace, w szczególności National Medal of Science, Nagrodę Crafoorda oraz dwukrotnie Nagrodę Pulitzera (za On Human Nature i The Ants). Jest także laureatem Nagrody Lowella Thomasa.

## Ważniejsze publikacje
- Brown, W. L.; Wilson, E. O. (1956). "Character displacement". Systematic Zoology. 5 (2): 49–64. doi:10.2307/2411924, JSTOR 2411924., wspólnie z Williamem Brownem Młodszym.; publikacja została uznana w 1986 jako Science Citation Classic, tj., za jedną z najczęściej cytowanych publikacji naukowych wszech czasów.
- The Theory of Island Biogeography (1967, Princeton University Press (2001 reprint), ISBN 0-691-08836-5, wspólnie z Robertem McArthurem[5])
- Społeczeństwa owadów, 1979, ISBN 83-01-00230-1 (Insect Societies (1971 Harvard University Press, ISBN 0-674-45490-1) – jedna z najlepszych monografii w tej dziedzinie, w ostatnim rozdziale autor proponuje utworzenie wspólnej socjobiologii dla wszystkich zwierząt, lecz nie włącza w to jeszcze ludzi)
- Socjobiologia, Poznań 2001, Zysk i S-ka, s.360, ISBN 83-7150-682-1 (Sociobiology. The Abridged Edition; Sociobiology: The New Synthesis 1975, Harvard University Press) – dotyczy zachowań społecznych głównie zwierząt ale także i ludzi.
- O naturze ludzkiej wyd I PIW 1988, wyd II Zysk i S-ka 1998 (s.228) ISBN 83-7150-453-5 (On human nature 1978) – na temat socjobiologii człowieka. Otrzymał za nią w 1979 Nagrodę Pulitzera w kategorii General Non-fiction
- Podróż w krainę mrówek : dzieje badań naukowych, 1998, ISBN 83-7180-601-9 (Journey to the Ants : A Story of Scientific Exploration, 1994, wspólnie z Bertem Hölldoblerem)
- Moralność genu. Od socjobiologii do socjologii. Socjobiologia zwierząt i człowieka Warszawa 1991 PIW, tekst zawarty także w antologii Człowiek zwierzę społeczne (Czytelnik 1991), są to fragmenty m.in. Sociobiology: The New Synthesis 1975
- Biophilia (1984)
- The Ants (1990, wspólnie z Bertem Hölldoblerem). Otrzymali Nagrodę Pulitzera w kategorii General Non-fiction w 1991
- Różnorodność życia, Warszawa 1999, PIW, ISBN 83-06-02750-7 (The Diversity of Life 1992) – koncentruje się na zagadnieniu bioróżnorodności oraz jej zagrożeniu na skutek działalności człowieka
- Konsiliencja. Jedność wiedzy, Warszawa 2002, Wydawnictwo Zysk i S-ka, ISBN 83-7150-811-5 (Consilience. The Unity of Knowledge 1998) – postuluje w głównej mierze zbliżenie nauk społecznych z naukami przyrodniczymi, Wilson dowodzi w tej pozycji, iż nasze zachowania są wynikiem wrodzonych reguł epigenetycznych
- Przyszłość życia, Warszawa 2003, Zysk i S-ka, s.268, ISBN 83-7298-332-1 (The Future of Life 2002)
- The Superorganism: The beauty, elegance and strangeness of insect societies, Bert Hölldobler, Edward O. Wilson, Wyd.W.W.Norton 2008[6]. Autorzy powracają w niej do teorii doboru grupowego, przekonują, że ewolucja działa również na poziomie kolonii lub społeczeństw, tytułowy "superorganizm" konkuruje z innymi "superorganizmami"[7]